# Ibaqouyen
 (juillet 2024).
Si vous disposez d'ouvrages ou d'articles de référence ou si vous connaissez des sites web de qualité traitant du thème abordé ici, merci de compléter l'article en donnant les références utiles à sa vérifiabilité et en les liant à la section « Notes et références ».
Ibaqouyen ( berbère : ⵉⴱⴻⵇⵓⵢⴻⵏ ) est une tribu berbère rifaine située dans la zone montagneuse du Rif au nord du Maroc dans la province d'Al-Hoceima. La région est peuplée de plusieurs tribus berbères faisant partie de l'espace culturel et linguistique rifain. Au Sud de la tribu se retrouve les Ait Ouriaghel et à l'Ouest la tribu Ait Itteft. La Ville d'Al-Hoceima est son Chef-Lieu.

## Étymologie
Le terme Bokkoyas est une version arabe de l'appellation Iboqayen, pluriel du mot « abaqouy ». On ne connaît pas exactement la signification de ce mot, les habitants de la tribu semblent, eux-mêmes, ignorer la moindre explication sur ce terme. Nous pourrions déduire qu'Ibaqouyen seraient les habitants des collines car en Rifain « abaqouy » signifie la crête d’une colline. Le terme espagnol est Bocoya.

## Histoire
La tribu Iboqayen était également une des premières tribus rifaines à rejoindre Abdelkrim el-Khattabi pendant la guerre du Rif, opposant les Rifains aux armées espagnole et française. Ils étaient réputés durant la Guerre du Rif pour maîtriser les nouvelles technologies, l’aviation, les gros canons.

## Découpage administratif
Historiquement, la tribu Iboqayen est découpée en trois clans appelés tharfiqt en rifain : Taghidhith, Azghar et Izmmuren.

## Personnalités
- Oussama El Azzouzi, footballeur néerlando-marocain.
- Anouar El Azzouzi, footballeur néerlando-marocain et frère d'Oussama El Azzouzi.
- Zakaria El Azzouzi, footballeur néerlando-marocain, cousin d'Oussama El AzzouziOussama et Anouar El Azzouzi.